# 미생 (드라마)

드라마의 주 배경이 되는 원인터내셔널 건물로 등장하는 서울스퀘어.

《미생》은 2014년 10월 17일부터 12월 20일까지 tvN에서 방영된 tvN 금토 드라마이다. 2012년 1월 17일부터 2013년 8월 13일까지 다음에서 연재된 동명 웹툰을 극화한 드라마이며 업데이트된 'TV 손자병법'이라고 불린다.
한편, 이 작품은 당초 지상파에서 편성될 예정이었으나 "러브라인을 고집해야 한다"라는 이유로 좌절됐다.

## 개요
프로 바둑기사 입단이 좌절된 후, 원인터내셔널에 입사한 장그래와 그의 주변 사람들, 직장 동료간의 갈등, 동료애를 그린 드라마이다. 드라마의 배경이 되는 원인터내셔널은 실제 회사인 대우인터내셔널을 모티브로 하였다.

## 등장 인물

### 인턴 사원들
- 임시완 : 장그래 역 (아역 김예준, 최하호) (영업3팀, 인턴 → 계약직)

프로 바둑기사 입단이 좌절된 후 고졸 학력으로 원인터내셔널에 인턴으로 입사해 우여곡절을 겪게 된다.
- 강소라 : 안영이 역 (아역 천시윤 ,안지현) (섬유2팀 → 자원2팀, 인턴 → 정사원)

장그래의 유일한 여자 동기. 모든 부분에서 완벽한 실력자지만 자원팀 발령 이후 찌질한 상관들 밑에서 일하면서 속앓이한다.
- 강하늘 : 장백기 역 (아역 박하준) (자원2팀 → 철강1팀, 인턴 → 정사원)

엘리트 사원. 완벽한 입사 스펙을 갖추기 위해 오랫동안 준비해온 취업준비생의 전형. 고졸 낙하산인 장그래를 못마땅해 한다.
- 변요한 : 한석율 역 (아역 이현빈) (섬유3팀 → 섬유1팀, 인턴 → 정사원)

현실 세계에 들어온 이상주의자. 현장을 우선 중시하는 마인드였으나 장그래와의 설전에서 확고했던 신념이 설득되었다.

### 영업본부
- 이성민 : 오상식 역 (영업3팀, 과장 → 차장)

합리적인 사고방식의 소유자. 장그래가 인턴이던 시절부터 챙기고 이끈다.
- 김대명 : 김동식 역 (영업3팀, 대리)

장그래의 사수. 사람이나 분위기를 파악하는 감이 좋다.
- 신은정 : 선지영 역 (영업1팀, 차장)

대한민국 워킹맘들을 대변하는 능력있는 커리어 우먼이지만, 육아와 가사의 현실적인 한계에 부딪힌다.
- 박해준 : 천관웅 역 (영업3팀, 과장)

자원1팀에서 영업3팀으로 발령. 경력직으로 입사했기 때문에 지지기반이 약해 사내정치에도 민감하다.
- 김종수 : 김부련 역 (영업본부, 부장)

오상식의 입사 시절 사수이자 현재의 직속 상관.
- 김경룡 : 이신태 역 (영업본부, 부장)

김부련 부장 후임으로 영업부를 맡게 된 부장. 천 과장과 과거 같이 근무한 적이 있다.
- 류태호 : 고동호 역 (영업2팀, 과장)

오상식의 친구 같은 입사 동기.

### 원인터내셔널 임 · 직원
- 남경읍 : 원인터내셔널 사장 역
- 이경영 : 최영후 역 (전무이사)

성공과 승진 일로의 원인터내셔널의 실세. 과거사로 오상식과 껄끄럽다. ‘중국통’으로, ‘꽌시’에 능하다. 실적과 승리를 위해서는 주변을 얼마든지 희생시키는 냉혹한 인물.
- 손종학 : 마복렬 역 (자원본부, 부장)

안영이의 상관. 마초의 전형. 기본적으로 ‘여자(계집)가 어디서’라는 마인드를 가진 가부장적 사고방식의 소유자.
- 정희태 : 정희석 역 (자원2팀, 과장)

안영이의 상관. 찌그러질 때 찌그러질 줄 알고 드러낼 때 드러낼 줄 아는 눈치 빠른 인간이다.
- 전석호 : 하성준 역 (자원2팀, 대리)

안영이의 사수. 여사원들에 대한 안 좋은 트라우마가 있어 행동과 말에도 묻어난다. 안영이도 예외가 아니다.
- 신재훈 : 유형기 역 (자원2팀, 대리)

하성준의 후배. 천성이 의지 박약하여 하 대리처럼 끝까지 모질지는 못하다.
- 최영 : 차정호 역 (철강1팀, 과장)
- 오민석 : 강해준 역 (철강1팀, 대리)

장백기의 직속 상관. 철두철미한 원칙주의자. 기본을 가르치기 위해 백기에게 일을 주지 않으며 스스로 깨달을 기회를 준다.
- 장혁진 : 문상필 역 (섬유1팀, 과장)
- 태인호 : 성준식 역 (섬유1팀, 대리)

한석율의 직속 상관. 사람 좋아보이는 웃음으로 한석율에게 인품이 훤칠하단 평을 듣지만, 곧 숨겨둔 마각을 드러낸다.
- 최귀화 : 박용구 역 (IT영업팀, 대리)

거래처의 사정을 계속해서 봐주다가 배신당하나, 쓴 소리를 못하고 모든 걸 책임지려 하는 마음 약한 영업직원.
- 박진서 : 신다인 역 (철강1팀, 사원)

철강팀 실무직 사원.
- 조현식 : 김석호 역 (영업2팀 → 본사, 인턴 → 사원)

고동호 과장이 이끄는 영업2팀의 인턴. 장그래와 동기이며 본의 아니게 장그래에게 폐를 끼치지만 꼼꼼하고 성실하다. 후에 본사로 발령나게 된다.
- 황석정 : 김선주 역 (재무팀, 부장)

하회탈 스타일로 미소짓는 합리적인 사고의 소유자.
- 김정학 : 이석중 역 (IT영업팀, 과장)
- 곽인준 : 감사팀장 역 (감사팀, 팀장)

- 미상 : 차수진 역 (자원2팀, 사원)

자원2팀 실무직 사원. 임신 중 과로로 쓰러진다.

### 그외 인물
- 성병숙 : 장그래의 어머니 역

남편을 떠나보내고 장그래를 홀로 키운 어머니로 장그래를 자랑스러워한다. 진지한 표정으로 농담을 잘 한다.
- 남명렬 : 장그래 바둑 사범 역

어린시절 장그래의 바둑 사범. 장그래의 바둑 입문부터 입단 실패까지 함께하면서 많은 조언을 해준 스승. 장그래가 원인터내셔널에서의 생활을 하는 내내, 중요한 때마다 그와 함께 했던 순간들을 떠올리며 통찰하게 하는 원동력이 된다.
- 이시원 : 하정연 역

선지영의 딸 소미의 유치원 교사. 장그래를 짝사랑한다.
- 이고은 : 박소미 역

선지영의 딸.
- 오윤홍 : 오상식의 아내 역

오상식의 아내이자 세 아들의 엄마. 직장을 그만 두고 가사 일을 하고 있다.
- 한갑수 : 원인터내셔널 요르단 지사장 역

원인터내셔널 요르단 지사장. 오상식의 요르단 중고차 수출 사업을 지지한다.
- 서윤아 : 이은지 역

오상식이 대리 시절 함께 근무하던 계약직 직원. 비리 누명을 쓰고 퇴사한 후 사고로 죽어 오상식에게 상처로 남은 부하직원.
- 윤종훈 : 이상현 역

장그래의 인턴 동기. 장그래의 학벌과 스펙을 비웃으며 괴롭히곤 한다.
- 전진기 : 안영이 아버지 역

안영이에게 늘 돈을 요구하는 군인 출신 아버지.
- 장준휘 : 석 대리 역

원인터내셔널의 중국 주재원.
- 김상원 : 엄과장 역

원인터내셔널 영업1팀 엄재관 과장
- 맹봉학 : 한석율의 아버지 역

- 박노식 : 원인터내셔널 IT영업팀 함 차장 역
- 여의주 : 장기석 역
- 이달형 : 윌마트 변형철 부장 역
- 유재명 : 공장 직원 역
- 차순배 : 최 과장 역
- 정수영 : 본사 경영지원본부 강민경 대리 역
- 박진수 : 황대리 역
- 정세형 : 생활물자팀 대리 역
- 배유람 : 오상식 젊은 시절 역
- 공윤찬 : 장그래 동기 역
- 하이석 : 회사원 역
- 홍희원
- 이기열
- 윤만달
- 박수연
- 허동원
- 최수린 : 미쉘 장 역
- 이달
- 박성균
- 한동환
- 장문규
- 홍승휘
- 강운 : 젓갈 공장장 역
- 한승현 : 외국인바이어 역
- 정다운 : 김대리 소개팅녀

### 특별출연
- 최재웅 : 원인터내셔널 요르단 지사 직원 역 (1화,12화,20화)
- 송재룡 : 중국 공장장 서진상 역 (1화,17화,20화)
- 이준혁 : 인턴 안영이 상사 섬유2팀 과장 역 (1화)
- 김기방 : 인턴 안영이 상사 섬유2팀 대리 역 (1화)
- 김호창 : 인턴 안영이 상사 섬유2팀 대리 역 (1화)
- 조훈현 : 본인 역 (3화)
- 유창혁 : 본인 역 (3화)
- 정의갑 : 문충기 역 (8화)
- 김희원 : 영업3팀 박종식[3] 과장 역 (9화, 10화, 11화)
- 정석용 : 백진무역 황 부장 역 (10화)
- 이승준 : 삼정물산 신우현[4] 팀장 역 (8화, 12화, 18화)
- 송영재 : 한국기원 팀장 역 (15화)
- 송영규 : 원인터내셔널 기획실장 역 (16화, 19화, 20화)
- 민복기 : 김상협[5] 역 (16화)
- 김원해 : 영업3팀 박영호[6] 차장 역 (20화)
- 오정세 : 청솔실업 이 부장 남편 역 (20화)

## 오리지널 사운드 트랙(OST)

### Part 1
| #            | 제목                | 작사         | 작곡                | 편곡 | 재생 시간 |
| ------------ | ------------------- | ------------ | ------------------- | ---- | --------- |
| 1.           | 〈로망〉 (장미여관) | 타이비언     | 블라디미르 비소츠키 | 4:05 |           |
| 2.           | 〈로망 (Inst.)〉    |              | 블라디미르 비소츠키 | 4:05 |           |
| 총 재생 시간 | 총 재생 시간        | 총 재생 시간 | 총 재생 시간        | 8:10 |           |

### Part 2
| #            | 제목              | 작사         | 작곡         | 편곡 | 재생 시간 |
| ------------ | ----------------- | ------------ | ------------ | ---- | --------- |
| 1.           | 〈내일〉 (한희정) | 서동성       | 박성일       | 3:34 |           |
| 2.           | 〈내일 (Inst.)〉  |              | 박성일       | 3:34 |           |
| 총 재생 시간 | 총 재생 시간      | 총 재생 시간 | 총 재생 시간 | 7:08 |           |

### Part 3
| #            | 제목              | 작사         | 작곡         | 편곡 | 재생 시간 |
| ------------ | ----------------- | ------------ | ------------ | ---- | --------- |
| 1.           | 〈날아〉 (이승열) | 박아셀       | 박아셀       | 4:46 |           |
| 2.           | 〈날아 (Inst.)〉  |              | 박아셀       | 4:46 |           |
| 총 재생 시간 | 총 재생 시간      | 총 재생 시간 | 총 재생 시간 | 9:32 |           |

### Part 4
| #            | 제목                            | 작사         | 작곡         | 편곡 | 재생 시간 |
| ------------ | ------------------------------- | ------------ | ------------ | ---- | --------- |
| 1.           | 〈가리워진 길〉 (볼빨간 사춘기) | 유재하       | 유재하       | 4:22 |           |
| 2.           | 〈가리워진 길 (Inst.)〉         |              | 유재하       | 4:22 |           |
| 총 재생 시간 | 총 재생 시간                    | 총 재생 시간 | 총 재생 시간 | 8:44 |           |

### Part 5
| #            | 제목                          | 작사             | 작곡                     | 편곡 | 재생 시간 |
| ------------ | ----------------------------- | ---------------- | ------------------------ | ---- | --------- |
| 1.           | 〈그래도..그래서..〉 (임시완) | 임시완, 청담슈퍼 | 임시완, 청담슈퍼, 박성일 | 3:26 |           |
| 2.           | 〈그래도..그래서.. (Inst.)〉  |                  | 임시완, 청담슈퍼, 박성일 | 3:26 |           |
| 총 재생 시간 | 총 재생 시간                  | 총 재생 시간     | 총 재생 시간             | 6:52 |           |

### 미생 OST
| #            | 제목                                        | 작사             | 작곡                     | 편곡    | 재생 시간 |
| ------------ | ------------------------------------------- | ---------------- | ------------------------ | ------- | --------- |
| 1.           | 〈로망〉 (장미여관)                         | 타이비언         | 블라디미르 비소츠키      | 4:05    |           |
| 2.           | 〈내일〉 (한희정)                           | 서동성           | 박성일                   | 3:34    |           |
| 3.           | 〈날아〉 (이승열)                           | 박아셀           | 박아셀                   | 4:46    |           |
| 4.           | 〈가리워진 길〉 (볼빨간 사춘기)             | 유재하           | 유재하                   | 4:22    |           |
| 5.           | 〈그래도..그래서..〉 (임시완)               | 임시완, 청담슈퍼 | 임시완, 청담슈퍼, 박성일 | 3:26    |           |
| 6.           | 〈응원〉 (곽진언)                           | 곽진언           | 곽진언                   | 4:04    |           |
| 7.           | 〈가리워진 길 (Band Ver.)〉 (볼빨간 사춘기) | 유재하           | 유재하                   | 4:22    |           |
| 8.           | 〈Title of 미생〉                           |                  |                          | 0:45    |           |
| 9.           | 〈The Office Junior〉                       |                  |                          | 1:44    |           |
| 10.          | 〈하루〉                                    |                  |                          | 2:30    |           |
| 11.          | 〈외로운 시간을 견디며〉                    |                  |                          | 3:39    |           |
| 12.          | 〈급할수록 서둘러라〉                       |                  |                          | 2:01    |           |
| 13.          | 〈신입사원〉                                |                  |                          | 1:53    |           |
| 14.          | 〈Jordan Fantasy〉                          |                  |                          | 4:11    |           |
| 15.          | 〈승부수〉                                  |                  |                          | 1:57    |           |
| 16.          | 〈Okay? Okay!〉                             |                  |                          | 1:51    |           |
| 17.          | 〈출근길〉                                  |                  |                          | 2:12    |           |
| 18.          | 〈착수〉                                    |                  |                          | 2:28    |           |
| 19.          | 〈피해갈 수 없는 눈〉                       |                  |                          | 2:04    |           |
| 20.          | 〈눈물〉                                    |                  |                          | 2:03    |           |
| 21.          | 〈썩은 미소〉                               |                  |                          | 1:40    |           |
| 22.          | 〈눈치 작전〉                               |                  |                          | 1:38    |           |
| 23.          | 〈오늘 한잔?〉                              |                  |                          | 2:09    |           |
| 24.          | 〈위로〉                                    |                  |                          | 2:48    |           |
| 총 재생 시간 | 총 재생 시간                                | 총 재생 시간     | 총 재생 시간             | 1:06:12 |           |

## 시청률
최저 시청률과 최고 시청률은 시청률 조사회사와 지역별로 시청률에 차이가 있을 수 있습니다.
| 2014년 | 2014년    | 2014년          | 2014년          |
| 회차   | 방송일자  | AGB 집계 시청률 | AGB 집계 시청률 |
| 회차   | 방송일자  | 평균 시청률     | 최고 시청률     |
| ------ | --------- | --------------- | --------------- |
| 제1회  | 10월 17일 | 1.7%            | 2.8%            |
| 제2회  | 10월 18일 | 2.5%            | 3.1%            |
| 제3회  | 10월 24일 | 3.4%            | 4.6%            |
| 제4회  | 10월 25일 | 3.6%            | 4.9%            |
| 제5회  | 10월 31일 | 4.6%            | 6.0%            |
| 제6회  | 11월 1일  | 3.7%            | 5.4%            |
| 제7회  | 11월 7일  | 5.2%            | 6.4%            |
| 제8회  | 11월 8일  | 5.0%            | 6.6%            |
| 제9회  | 11월 14일 | 5.2%            | 6.7%            |
| 제10회 | 11월 15일 | 5.9%            | 7.0%            |
| 제11회 | 11월 21일 | 6.1%            | 7.1%            |
| 제12회 | 11월 22일 | 6.3%            | 7.8%            |
| 제13회 | 11월 28일 | 6.3%            | 7.9%            |
| 제14회 | 11월 29일 | 5.8%            | 7.9%            |
| 제15회 | 12월 5일  | 7.2%            | 9.4%            |
| 제16회 | 12월 6일  | 7.4%            | 8.6%            |
| 제17회 | 12월 12일 | 7.6%            | 9.7%            |
| 제18회 | 12월 13일 | 8.0%            | 9.5%            |
| 제19회 | 12월 19일 | 7.6%            | 9.3%            |
| 제20회 | 12월 20일 | 8.4%            | 10.3%           |

## 수상
- 2014년 제9회 한국방송비평상 케이블 부문 한국방송비평상
- 2014년 12월 방송통신심의위원회 뉴미디어 부문 이달의 좋은 프로그램상
- 2015년 제14회 대한민국 국회 대상 콘텐츠상
- 2015년 제9회 케이블TV 방송대상 대상
- 2015년 제9회 케이블TV 방송대상 우수연기자상 임시완
- 2015년 제9회 케이블TV 방송대상 연기 부문 인기상 강하늘
- 2015년 제51회 백상예술대상 TV 부문 연출상 김원석
- 2015년 제51회 백상예술대상 TV 부문 남자최우수연기상 이성민
- 2015년 제51회 백상예술대상 TV 부문 남자신인연기상 임시완
- 2015년 제10회 서울 드라마 어워즈 미니시리즈 최우수작품상
- 2015년 제8회 코리아 드라마 어워즈 작품상
- 2015년 제8회 코리아 드라마 어워즈 남자우수상 김대명
- 2015년 제8회 코리아 드라마 어워즈 심사위원상 임시완
- 2015년 제9회 도쿄 드라마 어워즈 해외작품특별상
- 2015년 제4회 에이판 스타 어워즈 중편드라마 남자 최우수연기상 이성민
- 2015년 제4회 에이판 스타 어워즈 중편드라마 남자 우수연기상 임시완
- 2015년 제4회 에이판 스타 어워즈 남자연기상 이경영
- 2015년 제4회 에이판 스타 어워즈 남자신인상 변요한
- 2015년 제20회 아시안 텔레비전 어워즈 드라마 작품상
- 2015년 2015 대한민국 콘텐츠 대상 방송영상산업발전유공포상 드라마 부문 대통령표창 김원석
- 2015년 2015 대한민국 콘텐츠 대상 방송영상산업발전유공포상 편집 부문 한국콘텐츠진흥원장상 최상묵
- 2015년 제5회 노동문화상 노동예술 부문 대상

## 같이 보기
- 미생 (만화)
- 미생 프리퀄
- 미생물
- HOPE~기대 제로의 신입 사원~
- 웹툰을 원작으로 삼은 드라마 목록